# Urteil des Ivo Hélory (Les Iffs)

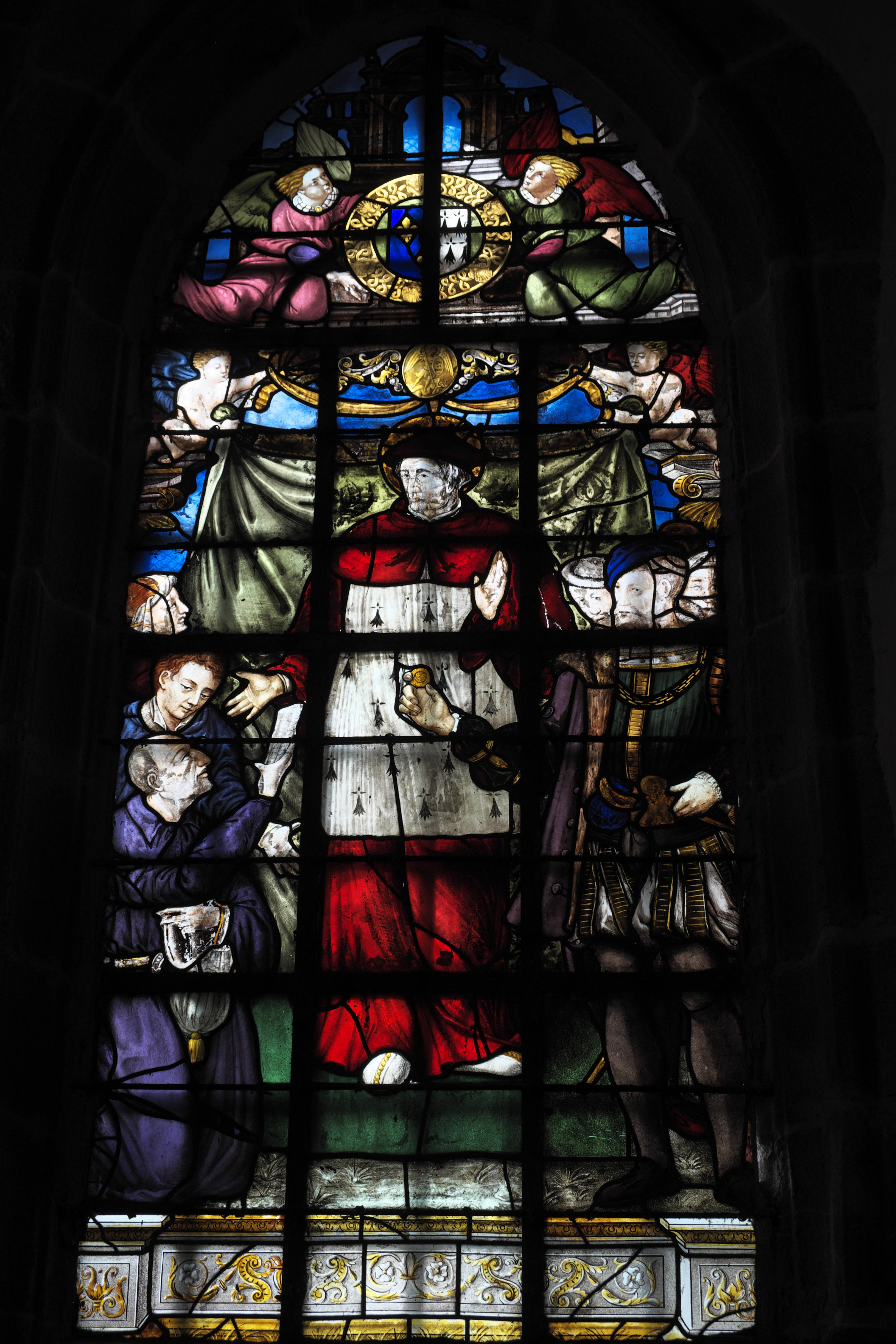
Fenster Urteil des Ivo Hélory in Les Iffs

Das Fenster Urteil des Ivo Hélory in der katholischen Pfarrkirche St-Ouen in Les Iffs, einer französischen Gemeinde im Département Ille-et-Vilaine in der Region Bretagne, wurde um 1550 geschaffen. Das Bleiglasfenster wurde 1906 als Monument historique in die Liste der geschützten Objekte (Base Palissy) in Frankreich aufgenommen.
Das 2,8 Meter hohe und 1,2 Meter breite Fenster (Nr. 6) im Chor wurde im Atelier von Michel Bayonne in Rennes geschaffen, das viele Kirchenfenster in der Region schuf. 
Das Fenster stellt den heiligen Ivo Hélory († 1303) in seinem Richteramt dar. Der Reiche an seiner rechten Seite (mit den Zügen von François de Coligny, 1557–1591), dessen Goldmünze Ivo nicht annimmt, versucht Ivo zu bestechen. Stattdessen wendet er sich den Armen an seiner linken Seite zu. Über dem Heiligen halten zwei Engel das Wappen des Michaelsordens.
Neben diesem Fenster sind noch acht weitere Fenster aus der Zeit der Renaissance in der Kirche erhalten (siehe Navigationsleiste).